# Rue de Vaucouleurs
La rue de Vaucouleurs est une voie du 11e arrondissement de Paris, en France.

## Situation et accès
La rue de Vaucouleurs est une voie publique située dans le 11e arrondissement de Paris. Elle débute au 83, rue Jean-Pierre-Timbaud et se termine au 28, rue de l'Orillon.

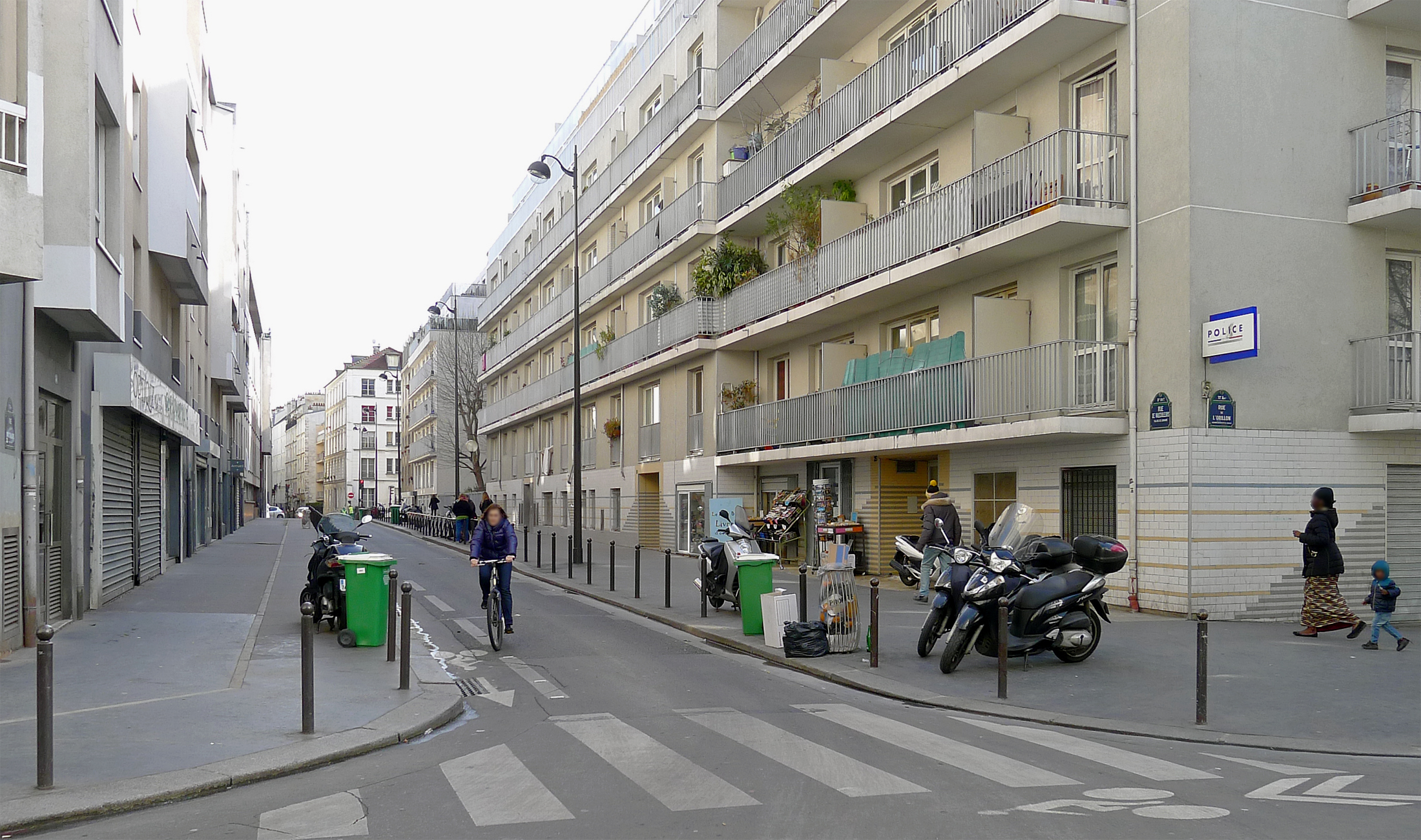
Rue de Vaucouleurs vue depuis la rue de l'Orillon.

## Origine du nom
Son nom fait référence au village de Vaucouleurs, dans la Meuse en Lorraine, où Jeanne d'Arc s'est présentée à Robert de Baudricourt, le 13 mai 1428, pour le prier de le conduire auprès de Charles VII. 

## Historique
Initialement « passage des Trois-Couronnes », puis passage « Vaucouleurs », elle devint une rue et prit sa dénomination actuelle en février 1903, avant d'être classée dans la voirie parisienne par arrêté du 1er septembre 1932.
Le meurtre antisémite de Sarah Halimi y a lieu 4 avril 2017.